# Al-Said Barakah
Al-Said Barakah, död 1280, var en egyptisk monark. Han var regerande sultan i Mamluksultanatet Egypten mellan 1277 och 1279.